# Прайс (Вісконсин)
Прайс (англ. Price) — місто (англ. town) в США, в окрузі Ланґлейд штату Вісконсин. Населення — 221 особа (2020).

## Демографія
Згідно з переписом 2010 року, у місті мешкало 228 осіб у 94 домогосподарствах у складі 67 родин. Було 125 помешкань
Расовий склад населення:
| - 96,9 % — білих - 0,9 % — корінних американців - 0,9 % — чорних або афроамериканців |

До двох чи більше рас належало 1,3 %. Частка іспаномовних становила 0,0 % від усіх жителів.
За віковим діапазоном населення розподілялося таким чином: 21,1 % — особи молодші 18 років, 66,6 % — особи у віці 18—64 років, 12,3 % — особи у віці 65 років та старші. Медіана віку мешканця становила 43,0 року. На 100 осіб жіночої статі у місті припадало 105,4 чоловіків;  на 100 жінок у віці від 18 років та старших — 106,9 чоловіків також старших 18 років.
Середній дохід на одне домашнє господарство  становив 72 606 доларів США (медіана — 53 125), а середній дохід на одну сім'ю — 76 160 доларів (медіана — 59 375). Медіана доходів становила 39 375 доларів для чоловіків та 36 719 доларів для жінок. За межею бідності перебувало 24,9 % осіб, у тому числі 51,4 % дітей у віці до 18 років та 0,0 % осіб у віці 65 років та старших.
Цивільне працевлаштоване населення становило 134 особи. Основні галузі зайнятості: сільське господарство, лісництво, риболовля — 25,4 %, роздрібна торгівля — 17,2 %, освіта, охорона здоров'я та соціальна допомога — 16,4 %.